# Manfred Hemken
Manfred Hemken (* 22. März 1936 in Westerstede; † 16. März 2023) war ein deutscher Politiker (SPD). Er war Abgeordneter des Niedersächsischen Landtages.
Beruflich war Hemken als Rektor tätig sowie als Schulaufsichtsamtsdirektor. Vom 26. September 1973 bis 20. Juni 1974 wurde er über die Landesliste Mitglied des Niedersächsischen Landtages (7. Wahlperiode). 2016 wurde er von seiner Partei als langjähriges Parteimitglied geehrt. Er ist Ehrenratsherr der Stadt Delmenhorst.